# Shahin Bushehr FC
El Shahin Bushehr Football Club (en persa شاهین بوشهر) és un club de futbol iranià de la ciutat de Bushehr.

## Futbolistes destacats
- Ivan Petrović
- Robert Caha
- Rahman Rezaei